# Oselitzen (Gemeinde Straßburg)
Oselitzen war eine Ortschaft in der Gemeinde Straßburg im Bezirk St. Veit an der Glan in Kärnten. Durch die Land- und Höhenflucht wird die Ortschaft heute nicht mehr als solche geführt.

## Lage
Oselitzen lag im Südosten der Gemeinde Straßburg, schattseitig im Gurktal, am Nordhang des Osselitzenbergs (auch Oslitzen), der mit 1122 m Höhe eine der höheren Erhebungen der nördlichen Wimitzer Berge darstellt. Im Franziszeischen Kataster war die Oselitzhütte verzeichnet, die auf einer Höhe von knapp 980 m auf dem Gebiet der Katastralgemeinde St. Georgen lag.

## Geschichte
Der Name Oselitzen leitet sich vom slowenischen Oslica („Eselsberg“) ab.
Seit Gründung der Ortsgemeinden Mitte des 19. Jahrhunderts gehört Oselitzen zur Gemeinde Straßburg. Bei der Volkszählung 1869 wurde der Ort als eigene Ortschaft geführt, war jedoch schon nicht mehr bewohnt. In späteren Volkszählungen erscheint der Name Oselitzen nicht mehr. 200 m östlich der ehemaligen Oselitzenhütte befindet sich eine unbenannte Hütte.

## Bevölkerungsentwicklung
Für die Ortschaft ermittelte man folgende Einwohnerzahlen:
- 1869: 0 Häuser, 0 Einwohner[3]